# Оховский сельсовет
Охо́вский се́льсовет (белор. Ахоўскі сельсавет) — административная единица в Пинском районе Брестской области Беларуси. Административный центр — агрогородок Охово.

## История
Образован 12 октября 1940 года в составе Жабчицкого района Пинской области. С 8 января 1954 года в составе Брестской области. 16 июля 1954 года к сельсовету присоединена территория упраздненного Кошевичского сельсовета. С 14 октября 1957 года в составе Пинского района. Во время укрупнения районов 25 декабря 1962 года в состав сельсовета переданы деревни Отолчицы, Вилы, Закутье, Каролин, Кротово, Новоселки, Полкотичи, Скоратичи упраздненного Ивановского района. 6 января 1965 года деревни возвращены в состав Достоевского сельсовета восстановленного Ивановского района.

## Состав
В состав сельсовета входят следующие населённые пункты:
- Бердуны — деревня
- Большой Холожин — деревня
- Ганьковичи — деревня
- Гончары — деревня
- Колодеевичи — деревня
- Кошевичи — деревня
- Малый Холожин — деревня
- Охово — агрогородок
- Полторановичи — деревня
- Торгошицы — деревня
- Тулятин — деревня